# Valkeinen (sjö i Posio, Lappland)
Valkeinen är en sjö i kommunen Posio i landskapet Lappland i Finland. Sjön ligger 239,6 meter över havet. Arean är 55 hektar och strandlinjen är 4,43 kilometer lång. Sjön  ingår i Ijo älvs huvudavrinningsområde.   Den ligger omkring 130 kilometer sydöst om Rovaniemi och omkring 670 kilometer norr om Helsingfors. 
I sjön finns ön Valkeaisensaari. 